# Stanley e il drago
Stanley e il drago (Stanley's Dragon) è un film del 1994 diretto da Gerry Poulson.
Il film, di produzione britannica, fu trasmesso in Italia su RaiSat Ragazzi diviso in 4 parti.

## Trama
Un ragazzino porta a casa, dopo una gita scolastica, un uovo preistorico. Questo in seguito si schiude facendo fuoriuscire un drago. Dopo qualche tempo, e dopo che il drago ha raggiunto considerevoli dimensioni essendo cresciuto, il ragazzo dovrà fare i conti con le autorità locali che intendono chiudere l'animale in uno zoo.

## Produzione
Il film fu diretto da Gerry Poulson e scritto da Richard Carpenter.

## Distribuzione
Il film fu distribuito nel Regno Unito nel 1994.
Alcune delle uscite internazionali sono state:
- in Finlandia (Lohikäärmeen metsästys)
- in Germania (Stanleys Drache)
- in Italia (Stanley e il drago)

## Critica
Secondo MyMovies (Fantafilm) il film si apprezza per "la qualità degli effetti speciali e per la piacevole impostazione favolistica".